# Stimme des Kunden
Die Stimme des Kunden, auch im deutschen Sprachraum zumeist Voice of the Customer (VOC) genannt, ist ein Begriff, der in der Wirtschaft und in der Informationstechnologie (z. B. in ITIL) verwendet wird, um den Prozess der Erfassung der Erwartungen, Vorlieben und Abneigungen des Kunden zu beschreiben um ausgesprochene und unausgesprochene Kundenwünsche zu ermitteln. Die Stimme des Kunden bezeichnet zudem die Technik in der Marktforschung, die einen detaillierten Datensatz von Kundenwünschen und -bedürfnissen produziert, in einer hierarchischen Struktur organisiert und dann in Bezug auf relative Wichtigkeit und Zufriedenheit mit aktuellen Alternativen priorisiert. Voice of the Customer Studien bestehen typischerweise aus qualitativen und quantitativen Forschungsschritten. Sie werden in der Regel zu Beginn jeder neuen Produktdefinition, Prozess- oder Servicedesign-Initiative durchgeführt, um die Wünsche und Bedürfnisse des Kunden besser zu verstehen. Sie dient als Schlüsselinput für neue Produktdefinitionen, Qualitätsfunktionendarstellung und die Festlegung detaillierter Designspezifikationen. Darüber hinaus kommt Voice of the Customer auch beim verkaufspsychologischen Werbetexten zum Einsatz, um die Probleme und Bedürfnisse des Kunden gezielt adressieren und mögliche Lösungen aufzeigen zu können.
Es gibt sehr viele Möglichkeiten, die benötigten Informationen zu sammeln, wie Fokusgruppen, Einzelinterviews, kontextuelle Befragung, ethnographische Techniken etc. Dabei handelt es sich um eine Reihe strukturierter Tiefeninterviews, die sich auf die Erfahrungen der Kunden mit aktuellen Produkten oder Alternativen innerhalb der betrachteten Kategorie konzentrieren. Die Bedarfsinformationen werden dann extrahiert, in einer benutzerfreundlicheren Hierarchie organisiert und dann von den Kunden priorisiert. Zudem können auch Kundenbeschwerden als reaktive Quellen genutzt werden.
Entscheidend ist, dass das Kernteam der Produktentwicklung in diesen Prozess von Anfang an eingebunden wird. Sie müssen diejenigen sein, die bei der Definition des Themas, der Gestaltung der Stichprobe (d. h. der Kundentypen), der Generierung der Fragen für die Gesprächsleitfäden, der Durchführung bzw. Beobachtung und Analyse der Interviews sowie der Extraktion und Verarbeitung der Bedarfsstatements federführend sind.
Nach Six Sigma lautet die Definition von VOC: Mit Voice of the Customer ist die Stimme des Kunden gemeint, die von Seiten der Prozessergebnisse verlautbar wird. Sie entspricht den Bedürfnissen, Ansprüchen und Wünschen der Kunden und wird auch als Kundenanforderung bezeichnet. In der strengen Definition, bezogen auf das Quality Function Deployment (QFD), bezeichnet der Begriff Kunde hierbei den externen Kunden des liefernden Unternehmens.